# ناحیه المدیه
ناحیه المدیه (به عربی: دائرة المدیة) یک ناحیه در الجزایر است که در استان مدیه واقع شده‌است.